# Epilepton clarkiae
Epilepton clarkiae is een tweekleppigensoort uit de familie van de Lasaeidae. De wetenschappelijke naam van de soort is voor het eerst geldig gepubliceerd in 1852 door Clark W..